# Paul Ehrenberg
Pour les articles homonymes, voir Ehrenberg.
Paul Ehrenberg, né le 8 août 1876 à Dresde et mort le 14 octobre 1949[réf. nécessaire] à Hof-sur-Saale, est un peintre allemand.

## Biographie
Paul Ehrenberg est né le 8 août 1876 à Dresde. Il est formé à l'académie d'art de Dresde par Leon Pohle et Preller, et à celle de Munich par Heinrich von Zügel. Il vit à Munich, où il expose à partir de 1906. Il peint des paysages, notamment en France.
Ehrenberg cultive surtout l'image animalière impressionniste dans le style de Zügels; puis aussi le paysage Au port de Honfleur (1907), Unterstein près de Berchtesgaden (1909), Soirée à la plage (1911), la pièce intérieure Alte Lübecker Diele (1910) et la peinture de figures Jeune paysanne (1911); Malschüler (1913). Le roi Albertmus à Chemnitz conserve de lui Dachauerin et Après la pluie. Depuis 1906, Ehrenberg expose régulièrement en tant que membre du groupe Luitpold au Palais de verre de Munich.
Ehrenberg était un excellent violoniste qui jouait souvent de la musique de chambre avec Thomas Mann. D'après les lettres et les journaux intimes de Thomas Mann, ce dernier s'est entiché d'Ehrenberg et ils ont eu une relation personnelle trés intense de 1899 à 1903 environ. Mann s'est inspiré de lui pour plusieurs personnages dans ses écrits publiés.
Il meurt en 1949 à Hof.